# Dialogus creaturarum
Dialogus creaturarum - literalmente Diálogo da criação – foi o primeiro livro impresso na Suécia, pela mão do tipógrafo Johan Snell, em 1483.

O texto é composto por 122 fábulas em forma de diálogo, escritas em latim.